# 利皮亞京
49°44′54″N 28°5′24″E / 49.74833°N 28.09000°E
利皮亞京（烏克蘭語：Лип'ятин），是烏克蘭的村落，位於該國西南部文尼察州，由赫梅利尼克區負責管轄，始建於1703年，面積2.9平方公里，海拔高度287米，2001年人口593，人口密度每平方公里204.48人。